# 梅田海星
梅田 海星（うめだ かいせい、2002年6月1日 - ）は、ジャパンラグビーリーグワンの浦安D-Rocksに所属するラグビーユニオン選手。

## 略歴
秋田県立秋田工業高等学校を経て、帝京大学に進学。
高校2年時、U17東北として全国高等学校合同チームラグビーフットボール大会（KOBELCO CUP）に出場した。
大学2年で、関東大学対抗戦に控えの右プロップで初出場。4年時には、関東ラグビーフットボール協会100周年記念大会に東軍代表としてプレーした。
2025年1月13日、第61回全国大学ラグビーフットボール選手権大会の決勝戦では左プロップ先発出場で、大会4連覇を果たした。
2025年1月20日、ジャパンラグビーリーグワンの浦安D-Rocksへ、アーリーエントリーによる入団を発表した。同年3月29日に行われたJAPAN RUGBY LEAGUE ONE第13節交流戦埼玉ワイルドナイツ戦にて途中出場でリーグワン公式戦初出場を果たした。同月、帝京大学卒業。